# Blackout (Milk Inc.)
Blackout is een Engelstalige single van het Belgische muziekproject Milk Inc. uit 2009.
Het nummer werd als single op 3 juli 2009 uitgebracht op ARS en gedistribueerd door Universal Music Group. Het werd geschreven, gecomponeerd en geproduceerd door Filip Vandueren en Regi Penxten. Het was de eerste single uit het album Nomansland. Blackout was tevens de concertnaam van de 4de Sportpaleis-concertenreeks van Milk Inc. 

## VlaamseUltratop 50
| Hitnotering: 11-07-2009 t/m 28-11-2009 | Hitnotering: 11-07-2009 t/m 28-11-2009 | Hitnotering: 11-07-2009 t/m 28-11-2009 | Hitnotering: 11-07-2009 t/m 28-11-2009 | Hitnotering: 11-07-2009 t/m 28-11-2009 | Hitnotering: 11-07-2009 t/m 28-11-2009 | Hitnotering: 11-07-2009 t/m 28-11-2009 | Hitnotering: 11-07-2009 t/m 28-11-2009 | Hitnotering: 11-07-2009 t/m 28-11-2009 | Hitnotering: 11-07-2009 t/m 28-11-2009 | Hitnotering: 11-07-2009 t/m 28-11-2009 | Hitnotering: 11-07-2009 t/m 28-11-2009 | Hitnotering: 11-07-2009 t/m 28-11-2009 | Hitnotering: 11-07-2009 t/m 28-11-2009 | Hitnotering: 11-07-2009 t/m 28-11-2009 | Hitnotering: 11-07-2009 t/m 28-11-2009 | Hitnotering: 11-07-2009 t/m 28-11-2009 | Hitnotering: 11-07-2009 t/m 28-11-2009 | Hitnotering: 11-07-2009 t/m 28-11-2009 | Hitnotering: 11-07-2009 t/m 28-11-2009 | Hitnotering: 11-07-2009 t/m 28-11-2009 | Hitnotering: 11-07-2009 t/m 28-11-2009 | Hitnotering: 11-07-2009 t/m 28-11-2009 |
| Week:                                  | 1                                      | 2                                      | 3                                      | 4                                      | 5                                      | 6                                      | 7                                      | 8                                      | 9                                      | 10                                     | 11                                     | 12                                     | 13                                     | 14                                     | 15                                     | 16                                     | 17                                     | 18                                     | 19                                     | 20                                     | 21                                     |                                        |
| -------------------------------------- | -------------------------------------- | -------------------------------------- | -------------------------------------- | -------------------------------------- | -------------------------------------- | -------------------------------------- | -------------------------------------- | -------------------------------------- | -------------------------------------- | -------------------------------------- | -------------------------------------- | -------------------------------------- | -------------------------------------- | -------------------------------------- | -------------------------------------- | -------------------------------------- | -------------------------------------- | -------------------------------------- | -------------------------------------- | -------------------------------------- | -------------------------------------- | -------------------------------------- |
| Positie:                               | 7                                      | 1                                      | 1                                      | 3                                      | 3                                      | 3                                      | 7                                      | 12                                     | 16                                     | 22                                     | 19                                     | 18                                     | 12                                     | 10                                     | 12                                     | 20                                     | 20                                     | 26                                     | 34                                     | 47                                     | 49                                     | uit                                    |

## Meewerkende artiesten
- Producer:
  - Regi Penxten
  - Filip Vandueren
- Muzikanten
  - Filip Vandueren (programmatie, synthesizer)
  - Linda Mertens (zang)
  - Regi Penxten (programmatie, synthesizer)